# Gassan (département)
Pour les articles homonymes, voir Gassan.
Gassan (également connu comme Gassam) est un département et une commune rurale de la province du Nayala, situé dans la région de la Boucle du Mouhoun au Burkina Faso.

## Géographie

### Démographie
- En 2003, le département comptait 31 873 habitants estimés[2].
- En 2006, le département comptait 32 397 habitants recensés[3].
- En 2019, le département comptait 44 132 habitants recensés[1].

## Administration

### Villages
Le département est administrativement composé de vingt-cinq villages,, dont le village chef-lieu homonyme (données de population actualisées en 2012 issues du recensement général de 2006) :
- Balanso (511 habitants)
- Djimbara (1 959 habitants)
- Dièrè (2 349 habitants)
- Djin (772 habitants)
- Gassan (6 722 habitants), chef-lieu
- Goni (810 habitants)
- Korombéré (661 habitants)
- Kossé (1 995 habitants)
- Koussiba (355 habitants)
- Koussidian (836 habitants)
- Laraba (1 532 habitants)
- Larè (1 074 habitants)
- Léry (1 229 habitants)
- Lesséré (918 habitants)
- Moara-Grand (1 425 habitants)
- Moara-Petit (712 habitants)
- Soni (753 habitants)
- Soroni (651 habitants)
- Soro (1 530 habitants)
- Téri-Rimaïbé (484 habitants)
- Téri-Samo (365 habitants)
- Tissi (1 400 habitants)
- Toubani (657 habitants)
- Warou (632 habitants)
- Zaba (2 065 habitants)